# Matthiola chorassanica
Matthiola chorassanica är en korsblommig växtart som beskrevs av Aleksandr Andrejevitj Bunge. Matthiola chorassanica ingår i släktet lövkojor, och familjen korsblommiga växter. Inga underarter finns listade i Catalogue of Life.